# Chevrolet Yeoman
Pour les articles homonymes, voir Yeoman (homonymie).

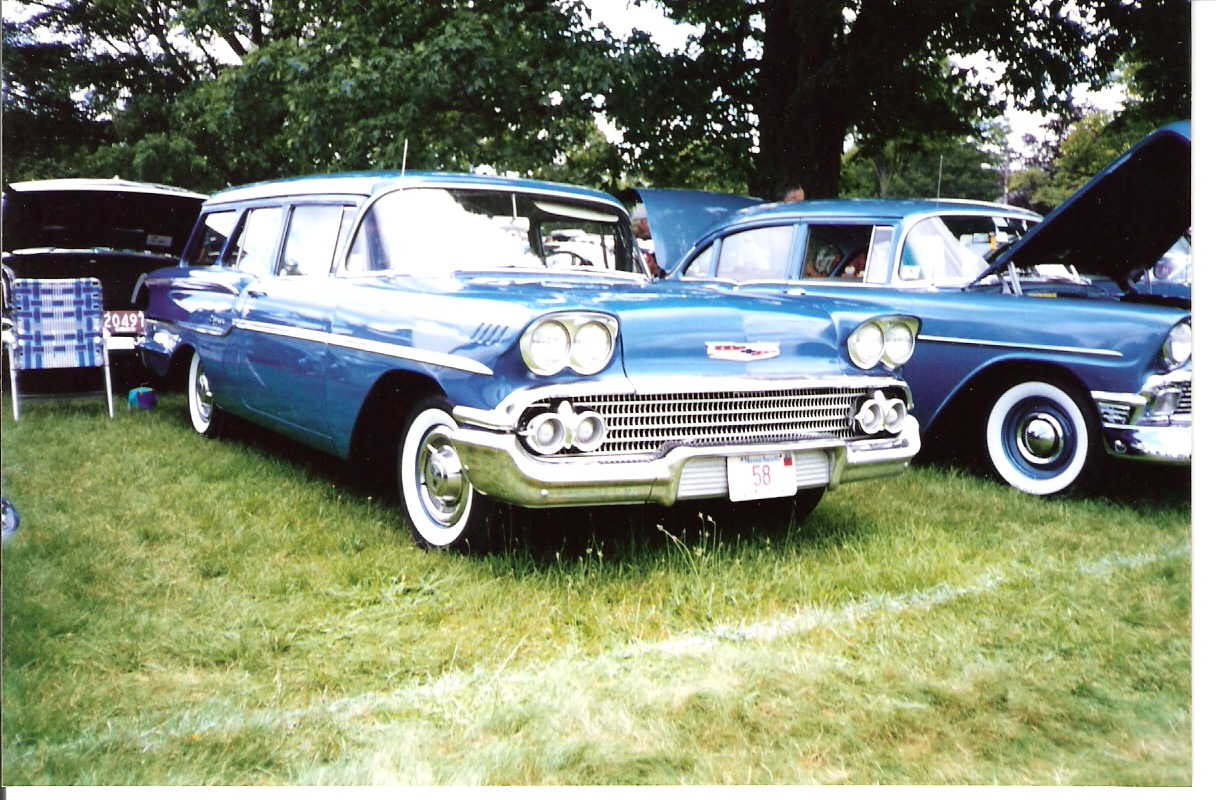
Une Chevrolet Yeoman

La Chevrolet Yeoman est un break quatre portes à hayon produit par la marque américaine Chevrolet sur la base de la Chevrolet Delray lors de l'unique millésime 1958 en remplacement de la série populaire Chevrolet 210 produite de 1953 à 1957.
Il était disponible en deux formes de carrosserie : deux et quatre-portes, mais toujours en six places et constituait l'entrée de gamme de la marque, avant le modèle Brookwood mieux équipé, et le Nomad, basé sur la Bel Air. Il était disponible avec un moteur six-cylindres en ligne (peu vendu) ou avec un V8.

## Conception
Pour 1958, les modèles Chevrolet ont été repensés plus longs, plus bas et plus lourds que leurs prédécesseurs de 1957. Le tout premier V8 Big block Chevrolet de série, de 5700 cm3, était désormais une option. Le design de Chevrolet pour l'année s'est mieux comporté que ses autres offres GM, et n'avait pas de surabondance de chrome trouvée sur les Pontiac, Oldsmobile, Buick et Cadillac. Complétant la conception avant de Chevrolet, une large calandre et des phares quadruples ont aidé à simuler une «Baby Cadillac»; la queue du break a reçu une alcôve en forme d'éventail sur les deux panneaux latéraux, semblable à celle de la berline, mais le break a logé des feux arrière simples au lieu des doubles (triples sur l'Impala) pour accueillir le hayon.
Malgré une année de récession, les ventes ont augmenté et dépassé Ford, qui occupait la première place en 1957 et la Bel Air est le modèle Chevrolet le plus populaire. Le nom du break Nomad est également réapparu en 1958 lorsque le véhicule est devenu le break quatre portes haut de gamme de Chevrolet, plutôt que les conceptions à deux portes des Nomad de 1955-1957. La plupart des modèles break de Chevrolet avaient deux feux arrière logés dans des alcôves abrégées, qui étaient plus petites pour accueillir la porte arrière. Un nouveau tableau de bord a été utilisé. La valeur d'un coefficient de traînée pour les breaks Chevrolet de 1958 est estimée par a-c, soit cx = 0,6. Le Yeoman basé sur la Delray était la version la plus basse et comportait des garnitures intérieures et extérieures minimales et des options limitées.

## Sécurité
Le Yeoman présentait le nouveau cadre cruciforme «Safety-Girder» de Chevrolet. Similaire dans la disposition au cadre adopté pour la Cadillac de 1957, il comportait des rails latéraux en caisson et une traverse avant en boîte qui s'inclinait sous le moteur, ces "cadres en X" ont été utilisés sur d'autres Chevrolet de 1958 à 1964, ainsi que sur les Cadillac. L'arrière était attaché ensemble par une traverse de section de canal. Cette conception a ensuite été critiquée comme offrant moins de protection en cas de collision latérale, mais elle persisterait jusqu'en 1965.

## Moteurs
- "Blue Flame" I6 235 3.9L
- "Turbo Fire" V8 OHV 283 (4.6 L) de 195 ch (145 kW) à 220ch (164 kW)
- "W-series Turbo Thrust" V8 big block 348 (5.7 L) de 250ch (186 kW) à 350ch (261 kW)

## Breaks 2 portes
Sur les 187 000 breaks Chevrolet de 1958 construits, seulement 16 590 d'entre eux étaient des modèles Yeoman à deux portes (sans compter le Delray Sedan Delivery), le break d'entrée de gamme de Chevrolet.
Le Yeoman a été abandonné (avec la Delray) à la fin de 1958. Pour 1959, le Brookwood de Chevrolet offrirait désormais un break à 2 portes et deviendrait le break le moins cher.
Les deux autres gammes de breaks Chevrolet, le Brookwood de milieu de gamme et le Nomad à finition supérieure n'étaient disponibles qu'en tant que breaks 4 portes pour 1958.